# Espacio marino de Alborán
Espacio marino de Alborán este o arie protejată (sit de importanță comunitară — SCI) din Spania întinsă pe o suprafață de 37.251,11 ha, integral marine.

## Localizare
Centrul sitului Espacio marino de Alborán este situat la coordonatele 35°56′16″N 2°54′57″W / 35.9377°N 2.9159°V.

## Înființare
Situl Espacio marino de Alborán a fost declarat sit de importanță comunitară în decembrie 2014 pentru a proteja 3 specii de animale.

## Biodiversitate
Situată în ecoregiunile marină mediteraneană și mediteraneană, aria protejată conține 2 habitate naturale: Structuri submarine provocate de scurgeri de gaze, Recifuri.
La baza desemnării sitului se află mai multe specii protejate:
- mamifere (2): foca-călugăr (Monachus monachus), delfin mare (Tursiops truncatus)
- reptile (1): Caretta caretta

Pe lângă speciile protejate, pe teritoriul sitului au mai fost identificate 20 de specii de plante, 8 specii de mamifere, 81 de specii de nevertebrate, 8 specii de pești.